# Московский район (Брест)
Московский район (белор. Маскоўскі раён) — административная единица г. Бреста Республики Беларусь.  
Образован 7 апреля 1978 г. Указом Президиума Верховного Совета БССР. 
Расположен в центральной, восточной и южной части города, граница с Ленинским районом проходит по восточному участку железной дороги Москва — Брест, бульварам Космонавтов и Шевченко.
Адрес администрации: 224023, г. Брест, ул. Московская, 273.

## История
20 мая 2023 года Московский район г. Бреста отметил 45-летие.
Московский район г. Бреста (среди городов и районов в городах) признан победителем соревнования и занесен на Республиканскую доску почёта за достижение в 2024 году высоких результатов в сфере социально-экономического развития (вместе с городом Брестом и Московским районом г. Минска).

## Экономика
На территории района расположены 23 промышленных предприятия с численностью более 100 человек.

## Образование
На территории района расположен Брестский государственный технический университет.